# Josefina Pahlberg
Josefina Karolina Pahlberg, född 9 juni 1882 i Skellefteå församling, död 30 januari 1965 i Skellefteå Sankt Olovs församling, var en svensk biografägare. Sammanlagt ägde hon fem biografer i Skellefteå.
Pahlberg var dotter till Carl Herman Engelbrekt Bäckström och Kristina Karolina Persdotter. Hon gifte dig med Karl Pahlberg från Byske. Paret fick fyra barn. År 1910 flyttade Pahlberg till Umeå.